# Annie Villiger
Annie Villiger (Lugano, 4 april 1914 – Montagnola, 13 juni 1987) was een Zwitserse schoonspringster. Zij nam deel aan de Olympische Zomerspelen van 1936.

## Belangrijkste resultaten

### Olympische Zomerspelen
| Jaar | Plaats  | Discipline     | Onderdeel            | Resultaat |
| ---- | ------- | -------------- | -------------------- | --------- |
| 1936 | Berlijn | schoonspringen | springplank (v)      | 14e       |
| 1936 | Berlijn | zwemmen        | 100 m vrije slag (v) | DNS       |
| 1936 | Berlijn | zwemmen        | 400 m vrije slag (v) | DNS       |